# Grygov (nádraží)
Grygov (dřívější názvy: Grügau) je železniční stanice, která se nachází na trati Česká Třebová – Přerov v obci Grygov na adrese K Nádraží 122. Je součástí III. železničního rychlostního koridoru.

## Historie
V roce 1841 byla dokončena železnice, která byla postavena jako odbočné křídlo Přerov–Olomouc železniční trati společnosti c. k. privilegované Severní dráhy císaře Ferdinanda (SDCF).
Výstavba III. koridoru ČD probíhala ve stanici Grygov v letech 2005–2007.
Zabezpečovací zařízení železniční stanice Grygov je dálkově řízeno z Centrálního dispečerského pracoviště Přerov (CDP Přerov).

## Tratě
- 270 Přerov – Olomouc hlavní nádraží – Česká Třebová

### Vlečka
- v km 198,548 PREFA Grygov, a.s.[4]

## Stanice
Železniční trať v roce 1841 měla jednu kolej. V roce 1880 byla zřízena zastávka, v roce 1883 byla nákladištěm. V roce 1899 se stala stanicí křižovací. V tomto období byla postavena výpravní budova, a obytný dům pro osm rodin. V letech 2004 až 2005 postavena  provozní omítnutá budova mezi výpravní budovu a obytným domem a postaveny výtahové šachty k ostrovním nástupištím.

### Výpravní budova
V roce 1899 byla vybudována výpravní budova třídy IV.c. podle typového projektu (Normalplan No 34) z režného cihelného zdiva podle plánu architekta Antona Dachlera. Patrová část je kryta valbovou střechou orientovanou tříosou štítovou stranou k dráze. Na ni kolmo navazuje tříosé křídlo kryté sedlovou střechou. Plochy z červeného cihelného zdiva jsou kombinované se světlými prvky vystupující patrovou a korunní římsou a nárožími. Okna obdélná, kastlová v šambránách završená segmentově. Štíty s dvojicí obdélných oken jsou vyplněny svisle kladeným bedněním s obloučkovým lemem. Výpravní budova byla v roce 2003 prohlášena kulturní památkou České republiky. V rámci oprav byly cihelné fasády očištěny.

### Obytný dům
Pro zajištění kvalifikované a spolehlivé pracovní síly a především jejich dosažitelnost, byly pro zaměstnance dráhy stavěny obytné domy v blízkosti železnice. V roce 1899 byl postaven podle typizovaného plánu (Normalplan 156 a 157) služební obytný dům pro osm rodin vedle budovy výpravny. Na kamenné podezdívce je postaven patrový dům se středním tříosým rizalitem z režného cihelného zdiva s cihlovými záklenky. V patrech byly tři dvoupokojové byty s kuchyní a jeden jednopokojový byt s kuchyní. Sociální zařízení bylo společné pro každé patro. Vstup byl z přednádraží do chodeb (schodiště) v tříosém rizalitu. Obytný dům byl v roce 2003 prohlášen kulturní památkou České republiky. V rámci oprav byly cihelné fasády očištěny.

## Služby ve stanici
V železniční stanici jsou cestujícím poskytovány tyto služby: vnitrostátní pokladní přepážka (ČD), možnost platit v eurech, platba platební kartou, bezbariérové WC, čekárna. V blízkosti je veřejné parkoviště a zastávka autobusové dopravy.

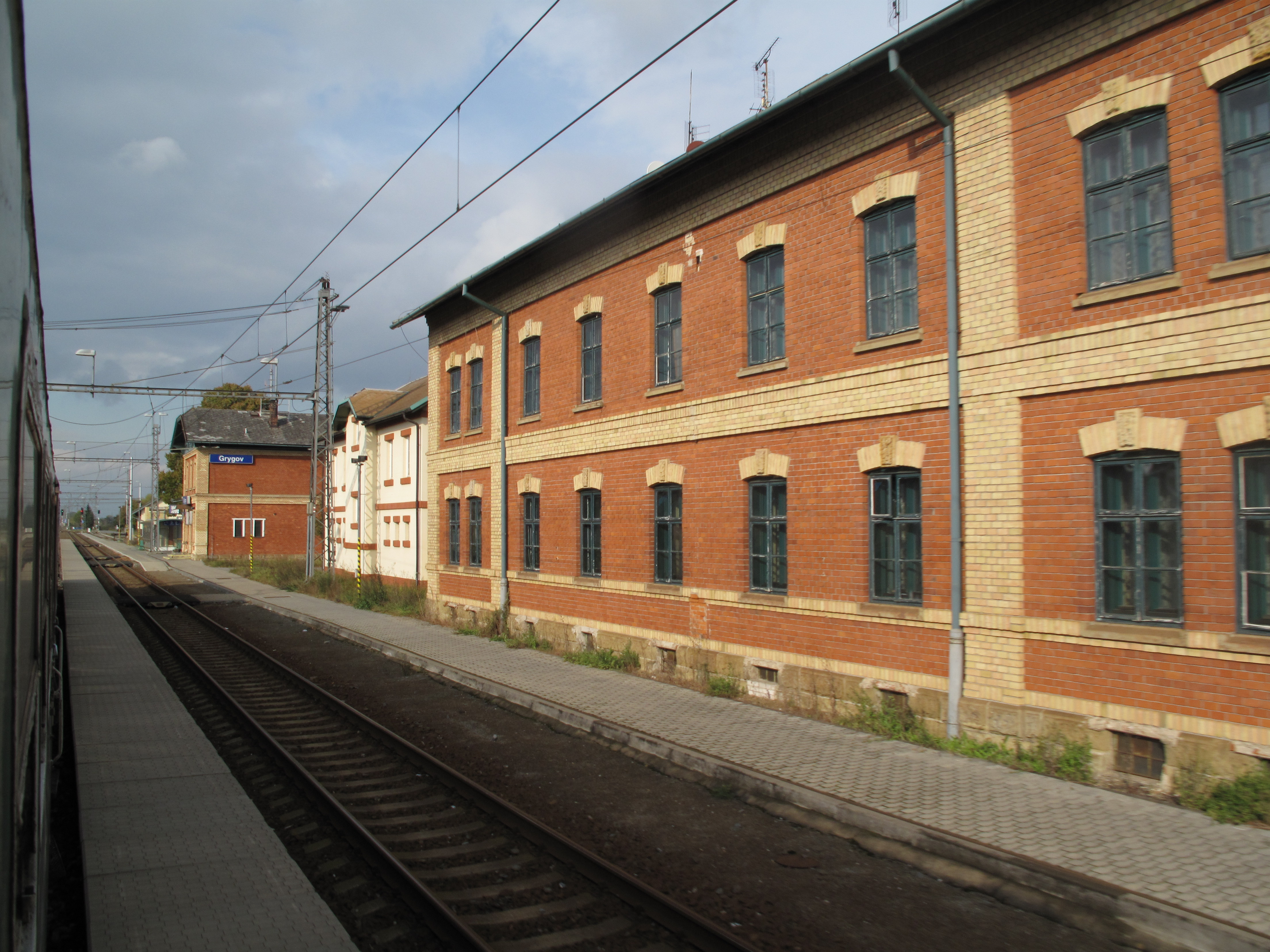
Obytný dům
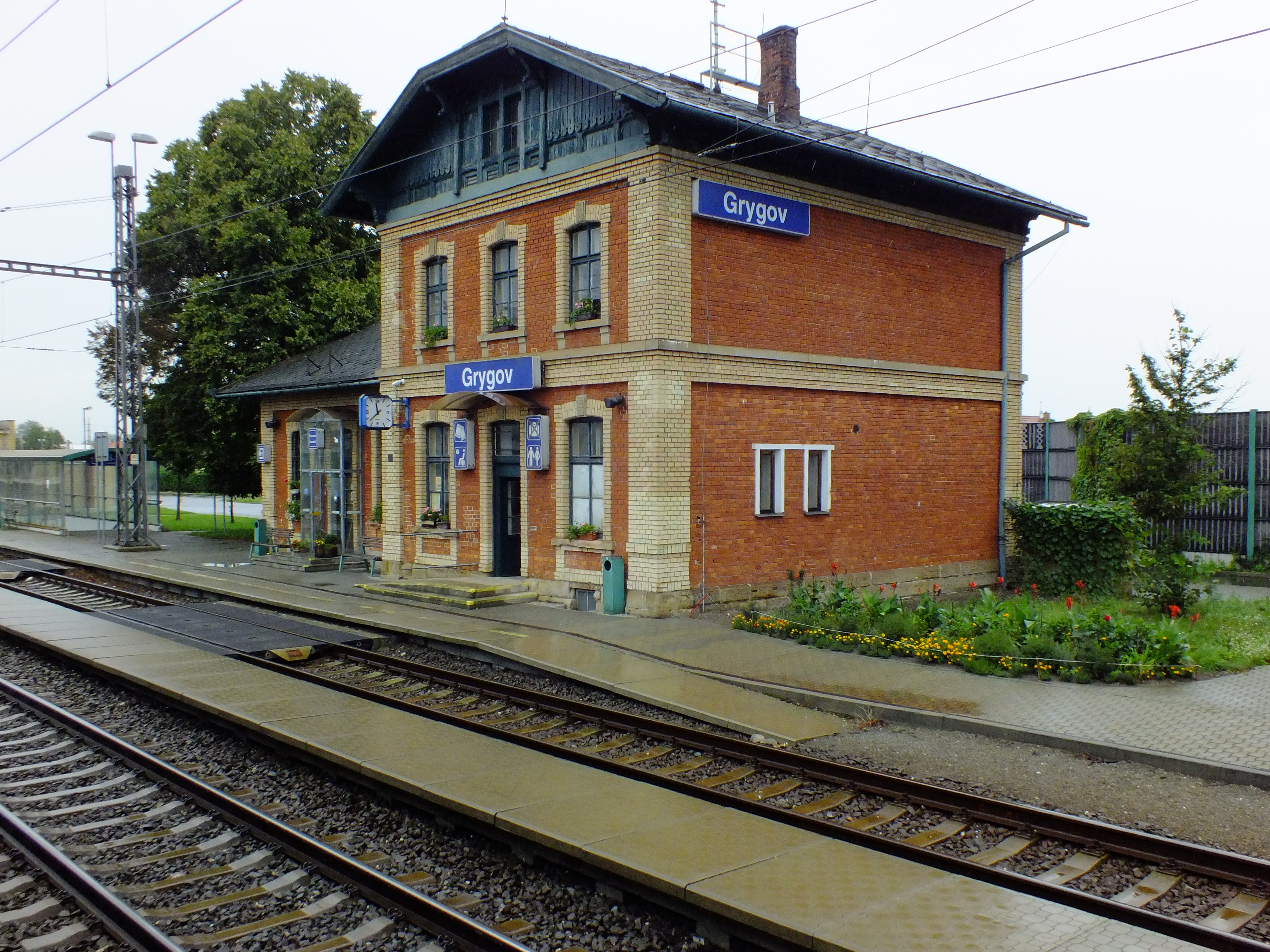
výpravní budova